# Josef Otakar Veselý
Josef Otakar Veselý (22. března 1853 Novi, Dalmácie – 5. prosince 1879 Praha) byl český medik, dramatik, divadelník, spisovatel a libretista. Za svůj nedlouhý život vytvořil několik divadelních komedií a také několik libret, včetně libreta opery Antonína Dvořáka Šelma sedlák.

## Život
Narodil se v Novi v Dalmácii (pozdějším Chorvatsku) v rodině českého otce, sekretáře místodržitelství v Zadaru, a dalmácké matky. Tam také začal svá gymnaziální studia. Rodina se poté přestěhovala do Prahy, kde dokončil středoškolská studia na pražském Akademickém gymnáziu a roku 1872 nastoupil ke studiu medicíny na Lékařské fakultě Karlo-Ferdinandovy univerzity, kde odpromoval.
Literárně začal tvořit počátkem 70. let 19. století, jeho první divadelní hra, veselohra Na kolbišti literárním byla sehrána v Praze roku 1874. Pokračoval tvorbou dalších veseloher, dále vytvořil celkem čtyři realizovaná operní libreta (část z nich posmrtně). Okolo roku 1877 se jeho zdravotní stav začal zhoršovat vinou onemocnění tuberkulózou. Posledních 18 měsíců života strávil na lůžku.
Josef Otakar Veselý zemřel 5. prosince 1879 ve Všeobecné nemocnici v Praze ve věku 26 let na následky tuberkulózy. Pohřben byl 8. prosince na Olšanských hřbitovech.
V pozůstalosti zůstaly tři tragédie a jedno libreto.

## Dílo

### Veselohry
- Na kolbišti literárním (1874)
- Anekdota (187?)
- Václav Král tomu chce (187?)

### Libreta
- A. Dvořák: Šelma sedlák (1895)
- Karel Bendl: Černohorci (187?, poprvé uvedeno 1881)
- Josef Klička: Spanilá mlynářka (187?, poprvé uvedeno 1886)